# Samsung Galaxy A9 (2016)
Samsung Galaxy A9 je Android phablet vyrobený společností Samsung Electronics. Byl představen 15. ledna 2016 spolu s Samsung Galaxy A3 (2016), Samsung Galaxy A5 (2016) a Samsung Galaxy A7 (2016).

## Marketing
Zařízení bylo vydáno v lednu 2016.
Web AndreaGaleazzi.com udělil A9 (2016) hodnocení 8,1 z 10, zvláště ocenil jeho výdrž baterie a obrazovku, zatímco Robin Sinha z GadgetsNow jej ohodnotil 4 body z 5.

### Varianty
Samsung Galaxy A9 (2016) Duos je dual SIM verze A9 (2016).